# Deník Alarm
Alarm je český online deník levicového zaměření.

## Vznik
Alarm byl založen politologem a novinářem Jaroslavem Fialou (šefredaktor do roku 2019) v roce 2013 jako komentářový web kulturního čtrnáctideníku A2 pod značkou A2larm. Počátkem roku 2022 se Alarm od A2, o.p.s., oddělil a nadále působí jako samostatné médium s vlastní organizací a formální strukturou. V současné době tvoří redakci 15 členů. Redakce spolupracuje se stovkami externích autorů, kteří pomáhají pokrývat témata jako ekonomické a sociální rozdíly, stav veřejných služeb, klimatická krize, krize bydlení a urbanismus, podoby rasismu a diskriminace, domácí i zahraniční politika, feminismus a práva menšin, či kultura v kontextu současného společenského dění.

## Ocenění a hodnocení
Průlomový byl pro Alarm rok 2017, kdy se realizoval projekt Hrdinové kapitalistické práce reportérky Saši Uhlové, jenž zkoumal pracovní podmínky v nejhůře placených zaměstnáních v Česku. Série reportáží, která vznikla díky podpoře Nadačního fondu nezávislé žurnalistiky, vzbudila velký ohlas nejen v domácích, ale i zahraničních médiích. Zároveň vznikl oceňovaný film Český žurnál: Hranice práce v režii redaktorky Apoleny Rychlíkové, který mapoval pracovní zkušenosti Saši Uhlové po dobu šesti měsíců.
Ve spolupráci s agenturou Median připravila v roce 2018 redakce Alarmu průzkum problematiky exekucí s názvem Exekuce: Černé svědomí Česka, jež podrobně zpracovala autorská trojice Saša Uhlová, Apolena Rychlíková a datová novinářka Kateřina Mahdalová. V tomto projektu, vycházejícím ze sociologických dat agentury Median, se podařilo do veřejné debaty o exekucích vnést řadu do té doby netematizovaných aspektů. 
V roce 2019 měl velký ohlas reportážní cyklus Budoucnost je teď!, který se věnoval dopadům klimatické krize na českou společnost. Článek Pohled do propasti sociologa Vojtěcha Pecky nabídl komplexní vhled do stavu klimatické krize, který v českých médiích do té doby chyběl. 
Koncem května 2021 se prohnala českým internetem reportáž popisující nevhodné sexuální chování dnes již exposlance Dominika Feriho. Sérii několika na sobě nezávislých svědectví zpracovala redaktorka Alarmu Apolena Rychlíková ve spolupráci s Jakubem Zelenkou z Deníku N. Jednalo se o výjimečný investigativní počin v historii Alarmu s celostátním mediálním dosahem. Ve stejném roce získala Apolena Rychlíková také ocenění Novinářská křepelka a byla v užším výběru prestižní Evropské novinářské ceny (European Press Prize) za svůj komentář Black Lives Matter po česku? Romové u nás nemají uznání ani spravedlnost.
Podle ratingu důvěryhodnosti médií, který každoročně zpracovává Nadační fond nezávislé žurnalistiky, je Alarm hodnocen známkou B+. Sníženou známku obdržel za kategorie rozlišování žánrů a odlišení reklamy.

## Podcasty
Alarm má v současné době deset pravidelných podcastů (Bulvár, Kolaps, Kvóty, Outsider, Pop, Redneck, Soundsystém, TL;DR, Hysterie a Pay Gap).

## Videopořady
V roce 2021 spustil Alarm video pořad sociologa, politického komentátora a člena redakce Standy Bilera s názvem Všichni tady umřeme. V pořadu Standa Biler glosuje události domácí politiky i společnosti.
V lednu 2022 spustil Alarm seriál o československém antifašistickém umění s názvem Antifascist Art. Pořadem provázel sochař, pedagog, komentátor a publicista zaměřený na výtvarné umění Pavel Karous. V pořadu se věnoval do té doby nepředstavené české antifašistické tvorbě, která vznikala v mezidobí dvacátých až čtyřicátých let 20. století, a to v komparaci se současným českým a slovenským vizuálním uměním. Režii a kameru pořadu se postaral Vladimír Turner. Obrazové efekty, animace a grafiku pořadu připravilo studio horylesy. O hudbu se postaral Ondřej Skála.

## Knižní nakladatelství
Na jaře 2022 spustil Alarm úspěšnou crowdfundingovou kampaň na vznik nového knižního nakladatelství. Mezi první tituly nakladatelství patřila kniha od Apoleny Rychlíkové a Pavla Šplíchala zkoumající socioekonomické důsledky užívání pervitinu, publikace Standy Bilera o rozdílu v kvalitě vzdělání v periferních oblastech České republiky, nebo pokračování úspěšného projektu Hrdinové kapitalistické práce 2 od Saši Uhlové, který mapoval pracovní podmínky v nejhůře placených zaměstnáních v zemích západní Evropy.

## Oddělení od A2
Na začátku roku 2022 se Deník Alarm oddělil od časopisu A2 a dál působí jako samostatné médium s vlastní organizací a formální strukturou.

## Financování
Rozpočet s obratem přes čtyři miliony korun je ze 70 procent financován dary od čtenářů. Zbytek peněz pochází z inzerce, e-shopu a peněz z grantových výzev soukromých a mezinárodních organizací na konkrétní novinářské projekty. Jeho mediální projekty dlouhodobě podporují například Nadace Rosy Luxemburgové, Nadační fond nezávislé žurnalistiky, Heinrich Böll Stiftung a Friedrich Ebert Stiftung. Po dobu společné existence redakcí A2 a Alarmu se ve veřejném prostoru opakovaně objevovala řada nepravdivých či zkreslených informací o vzájemné provázanosti, zejména pak finanční a personální. Redakce obou médií ovšem fungovaly nezávisle a s oddělenými rozpočty. Ze státních dotací, o které se pravidelně a úspěšně uchází kulturní čtrnáctideník A2, tedy Alarm nikdy financován nebyl.